# Xerospermophilus
A Xerospermophilus az emlősök (Mammalia) osztályának a rágcsálók (Rodentia) rendjébe, ezen belül a mókusfélék (Sciuridae) családjába tartozó nem.

## Rendszertani eltérés
A legújabb DNS vizsgálatok alapján, a korábban alnemként kezelt taxonokat nemi rangra emelték. Tehát a Xerospermophilus alnem tagjai manapság többé nem tartoznak az ürge (Spermophilus) nembe.

## Rendszerezés
A nembe az alábbi 4 faj tartozik:
- Mohave ürge (Xerospermophilus mohavensis) Merriam, 1889; régebben: Spermophilus mohavensis – veszélyeztetett, sebezhető.
- Perote-ürge (Xerospermophilus perotensis) Merriam, 1893; régebben: Spermophilus perotensis – mérsékelten veszélyeztetett.
- Foltos ürge (Xerospermophilus spilosoma) Bennett, 1833; régebben: Spermophilus spilosoma – nem fenyegetett.
- Kerekfarkú ürge (Xerospermophilus tereticaudus) Baird, 1858; régebben: Spermophilus tereticaudus - nem fenyegetett.